# Branchipodopsis tridens
Branchipodopsis tridens är en kräftdjursart som beskrevs av Daday 1910. Branchipodopsis tridens ingår i släktet Branchipodopsis och familjen Branchipodidae. Inga underarter finns listade.